# Bersaglieri
A Bersaglieri (IPA szerint bersaʎˈʎɛːri) (jelentése mesterlövészek) az olasz szárazföldi haderő egyik hadteste, melyet eredetileg Alessandro La Marmora tábornok alapított 1836. június 18-án a Piemonti Hadsereg részeként, mely később a Királyi Olasz Hadseregbe olvadt be. A bersaglierik mindig jól felszerelt, nagy mozgékonyságú, magas harcértékű, jól motivált könnyűgyalogos magasabbegység volt, és jellegzetes, messziről felismerhető, széles karimájú fekete, vagy antracit színű kalapot viseltek, melybe fekete siketfajd tollakat tűztek be. Ezt a fejfedőt rendszeresen használták ütközetek idején is, sőt a fekete tollakat napjainkig megtartották kiegészítő jelzésként a katonai rohamsisakokon. Másik jellegzetességük díszfelvonulás idején a díszelgő menetük, amely a legtöbb díszlépéstől eltérően egy futástípus. A katonai parádékon ezzel a futással halad katonazenekaruk is, amelyből hiányoznak az ütőhangszerek.
A hidegháború idején tizenhárom zászlóaljból, napjainkban hat ezredből álló hadtestszintű alakulat.

## Galéria

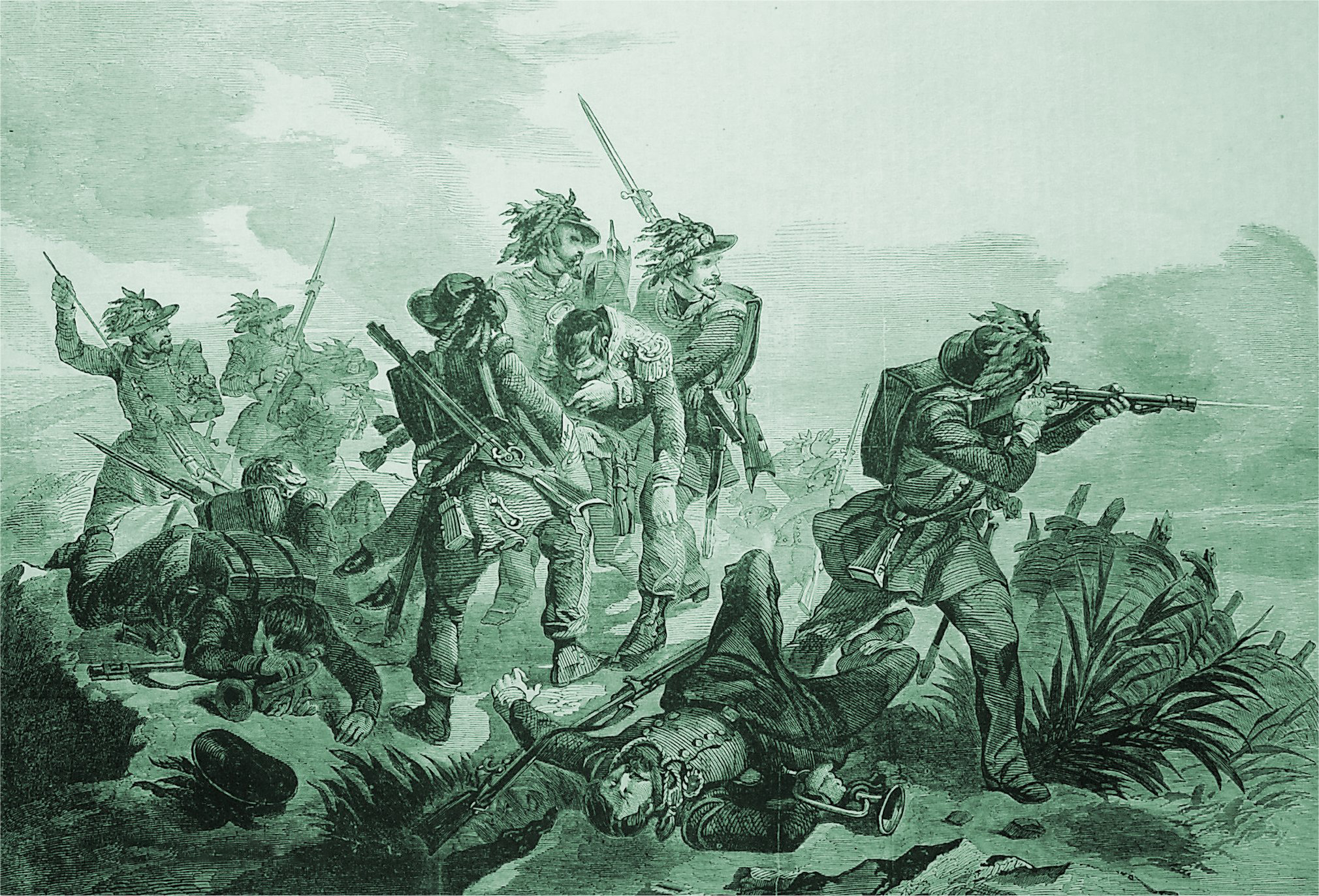
Bersaglierik mentik ki Charles Prola századost 1859. június 4-én a magentai csatában a szárd–francia–osztrák háború idején
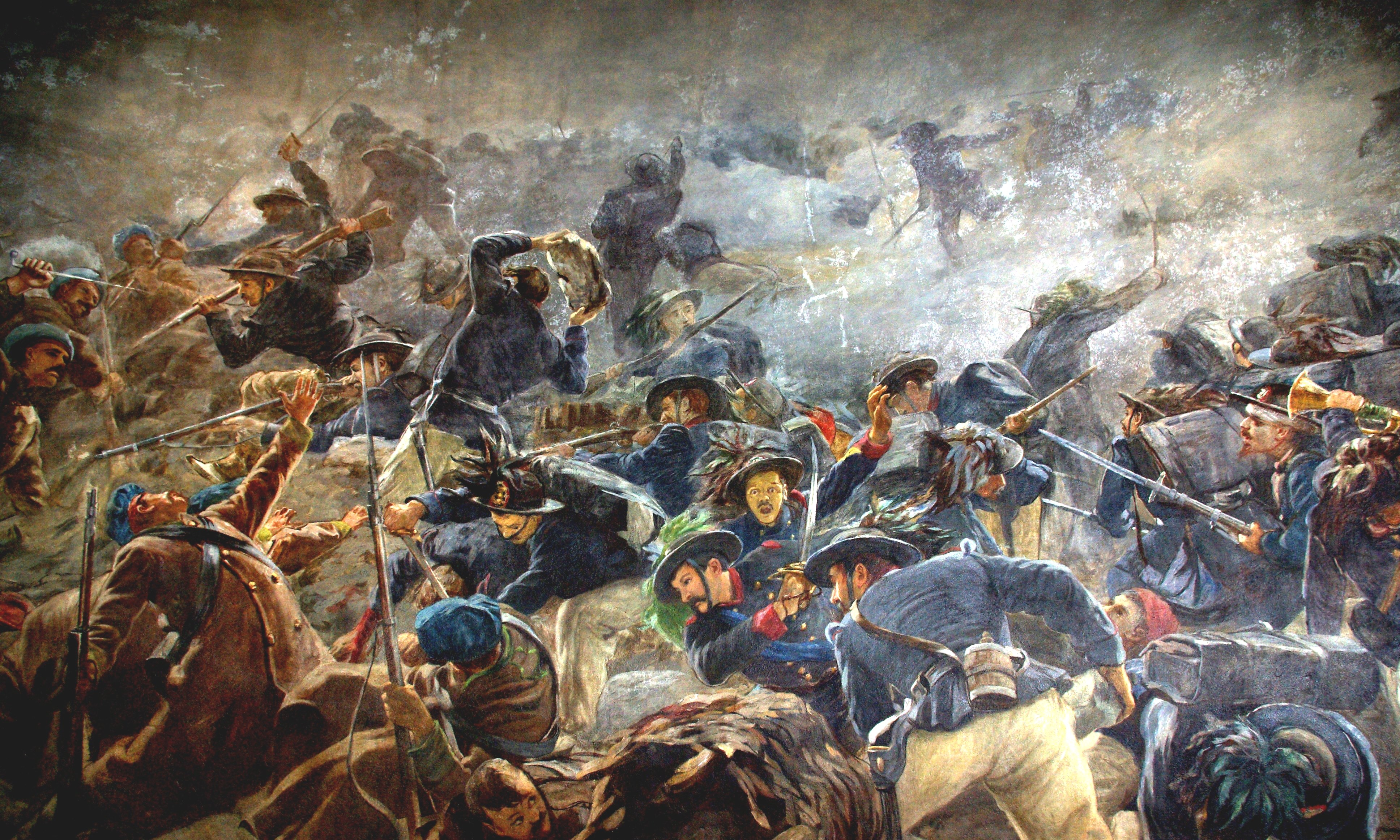
A krími háborúba kiküldött bersaglierik visszaverik az orosz rohamot a csernajai csatában 1855. augusztus 16-án
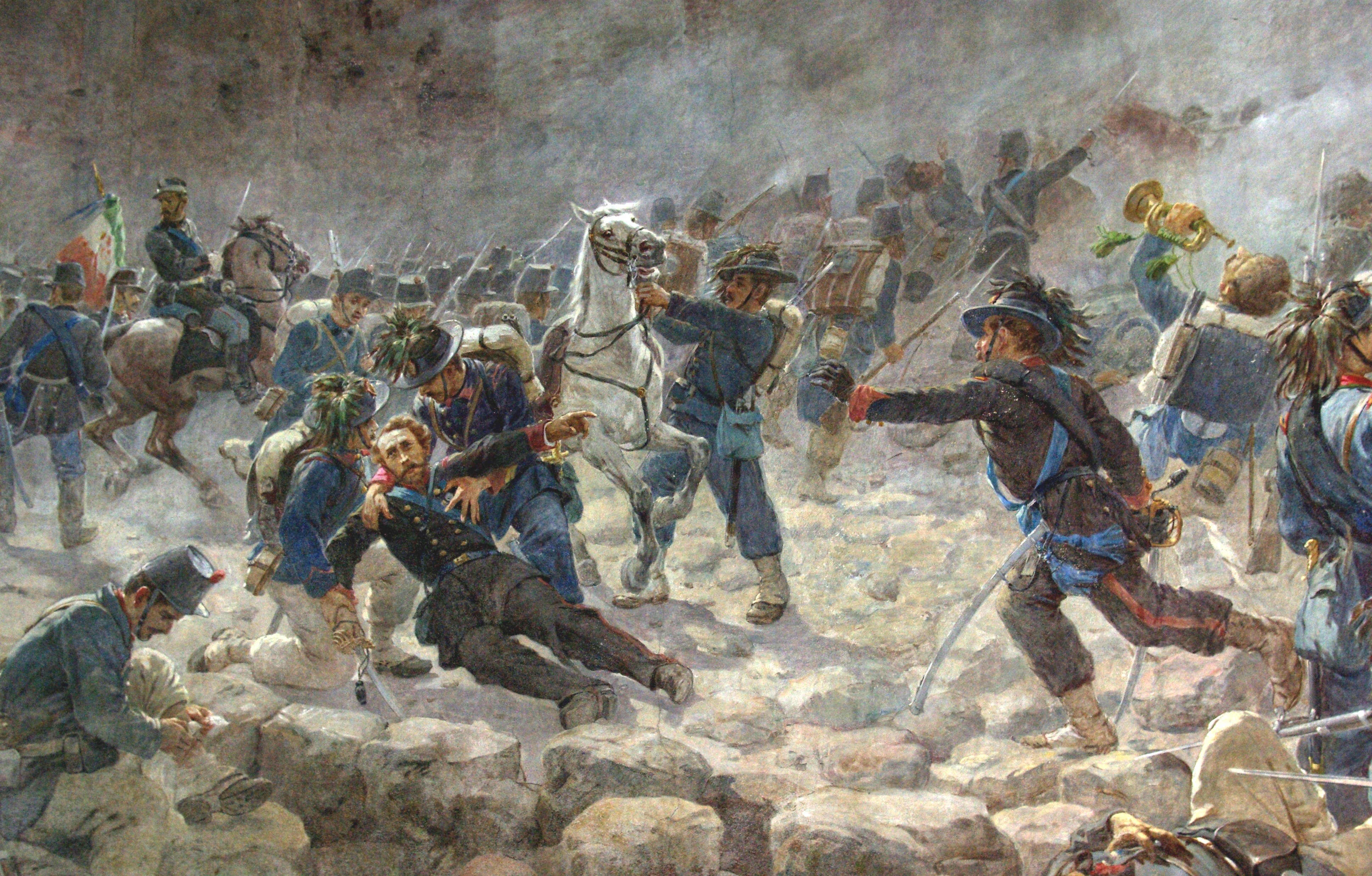
Freskójelenet Róma bevétele idején, ami az 1870. szeptember 20-án a Bersaglieri 34. zászlóalját vezető Giacomo Pagliari elestét ábrázolja
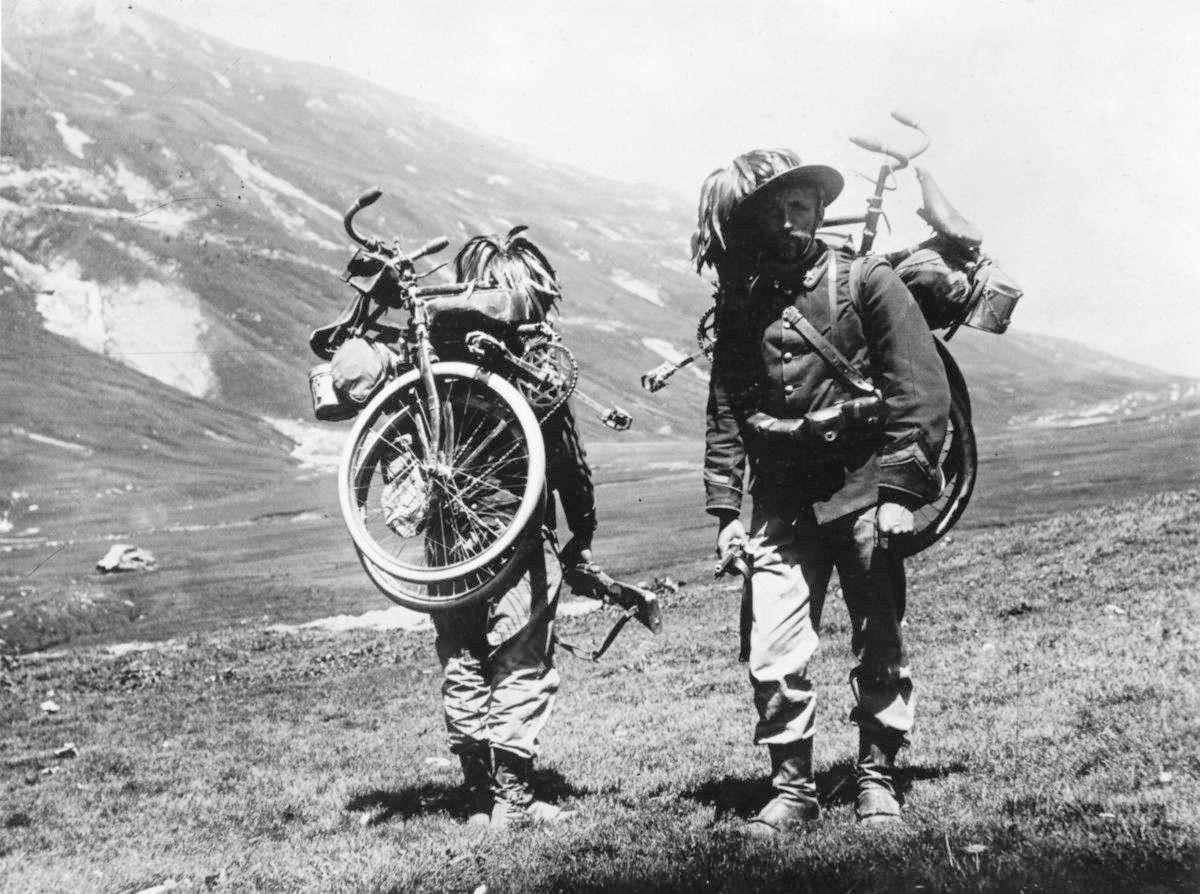
Két bersaglieri kerékpárral kiegészített menetfelszerelésben 1917-ben
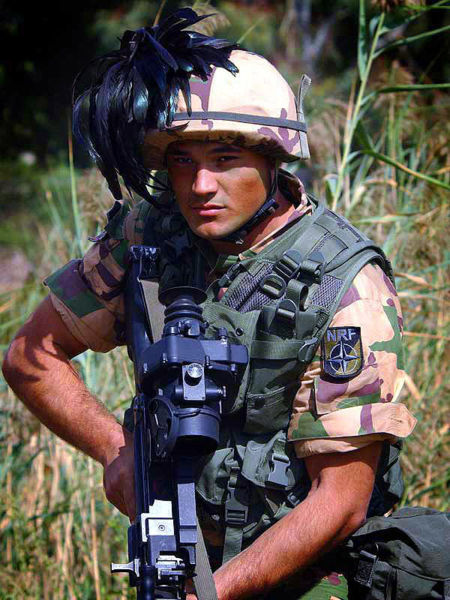
A NATO NRF-be delegált bersaglieri 2008-ban

## Fordítás
- Ez a szócikk részben vagy egészben  a   Bersaglieri című angol Wikipédia-szócikk ezen változatának fordításán alapul.  Az eredeti cikk szerkesztőit annak laptörténete sorolja fel. Ez a jelzés csupán a megfogalmazás eredetét és a szerzői jogokat jelzi, nem szolgál a cikkben szereplő információk forrásmegjelöléseként.
- Ez a szócikk részben vagy egészben  a   Bersaglieri című olasz Wikipédia-szócikk ezen változatának fordításán alapul.  Az eredeti cikk szerkesztőit annak laptörténete sorolja fel. Ez a jelzés csupán a megfogalmazás eredetét és a szerzői jogokat jelzi, nem szolgál a cikkben szereplő információk forrásmegjelöléseként.